# Morte di Didone
La Morte di Didone è un dipinto olio su tela (287×335 cm) del Guercino, datato 1631 e conservato nella Galleria Spada di Roma.

## Storia

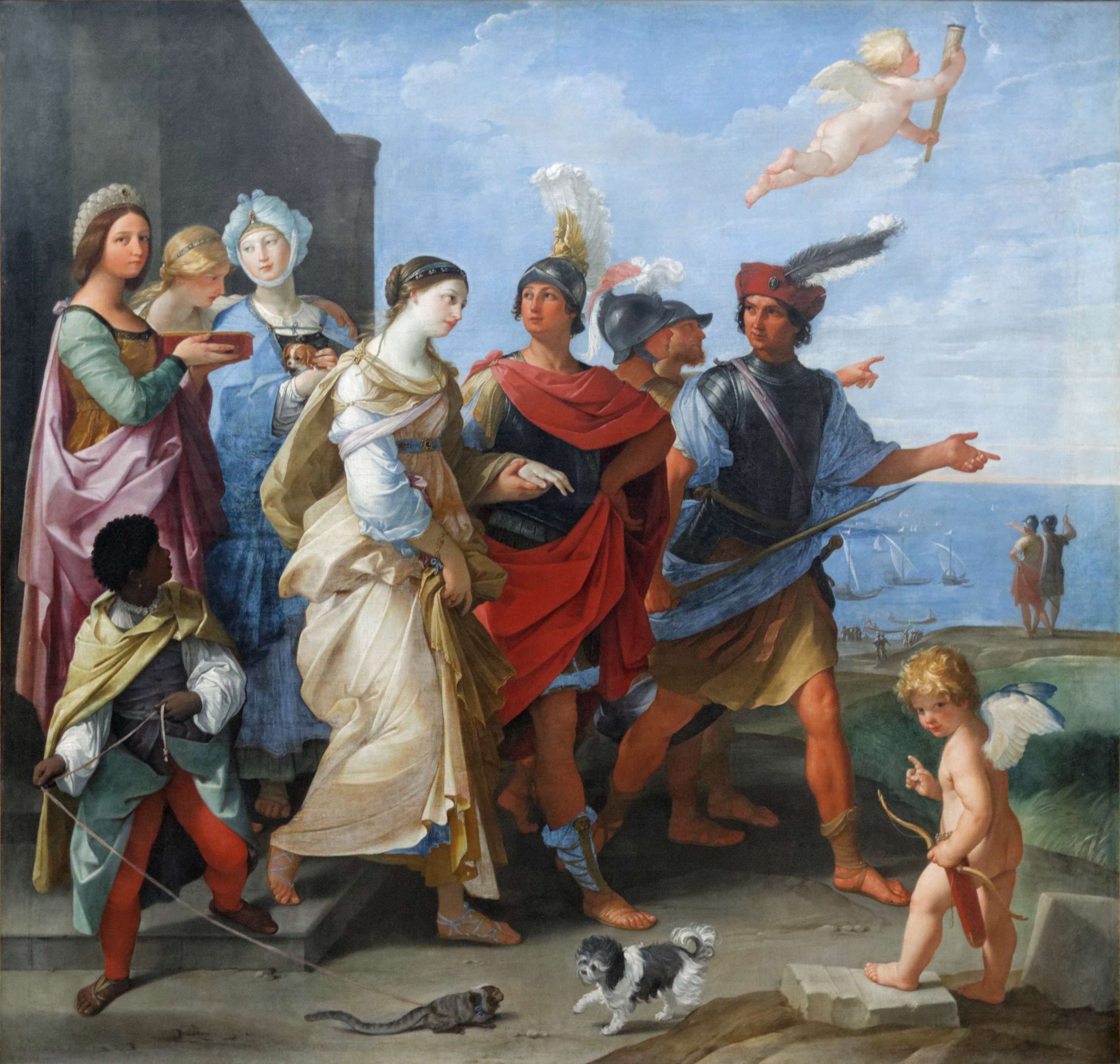
Guido Reni, Ratto di Elena, 1628-1629, Parigi, Louvre

Il dipinto fu commissionato al Guercino dal cardinale Bernardino Spada per conto della regina di Francia Maria de' Medici.
Quanto mai singolari furono le circostanze che portarono alla commissione dell'opera. Nel 1627 il re di Spagna Filippo IV aveva ordinato a Guido Reni - tramite emissari residenti in Italia - una grande tela raffigurante il ratto di Elena. La realizzazione del dipinto da parte del Reni, che all'epoca teneva bottega a Bologna, fu personalmente seguita dallo stesso Bernardino Spada, anch'egli in quel tempo nella città delle due torri in qualità di legato pontificio. Dato il rango del committente infatti la questione aveva anche implicazioni politiche, di qui l'interesse per la vicenda dell'autorità pontificia. Anzi secondo alcuni studi, l'occasione fu utilizzata dalla Santa Sede per veicolare un messaggio diplomatico - celato nel supposto significato allegorico del quadro di Guido Reni - alla corte di Madrid, con la quale al tempo vi erano delle tensioni, sedendo sulla Cattedra di Pietro Urbano VIII Barberini, papa di simpatie filo-francesi, cioè gli arci-nemici della Spagna. Tensioni da collocare nel complesso momento politico segnato dalla Guerra dei Trent'anni che ancora una volta vedeva contrapposte le due maggiori potenze europee dell’epoca.
Una volta eseguito il dipinto, tra Guido Reni e gli emissari del re di Spagna sorsero aspri dissidi circa il compenso che spettava al pittore, al punto che l'affare andò a monte: il Ratto di Elena rimase invenduto. 
Mentre tutto ciò accadeva, Maria de' Medici prese contatti con il cardinale Spada perché questi si adoperasse affinché lo stesso Guido Reni accettasse la proposta della regina di recarsi a Parigi per eseguire delle opere che ella desiderava. Lo Spada colse l'occasione per proporre alla regina l'acquisto del Ratto di Elena, come in effetti avvenne: il dipinto del Reni prese così la via della Francia (benché Maria de' Medici non ne entrò mai in possesso). 
Guido Reni però rifiutò il pur prestigiosissimo incarico, quindi Bernardino Spada prese nuovamente l'iniziativa nei confronti della regina e le propose come sostituto del Reni il Guercino. Maria de' Medici rispose al cardinale di non conoscere il pittore (in effetti Guido Reni era artista assai più noto del Barbieri) e che quindi, prima di accettare, avrebbe voluto vedere un saggio delle capacità del centese, ordinandogli un dipinto per il quale rimetteva allo Spada la scelta del tema. Scelta che cadde sulla morte di Didone. 
Tuttavia a causa della di poco successiva definitiva caduta in disgrazia di Maria de' Medici, che dovette prendere la via dell'esilio, anche questo affare ebbe esito negativo. Il quadro rimase così a Bernardino Spada che cercò di venderlo senza riuscirci. L'iniziale proposito di alienare il dipinto venne poi abbandonato ed infatti esso tuttora si trova in Palazzo Spada, senza dubbio una delle opere di maggior pregio di questa collezione.

## Significato allegorico

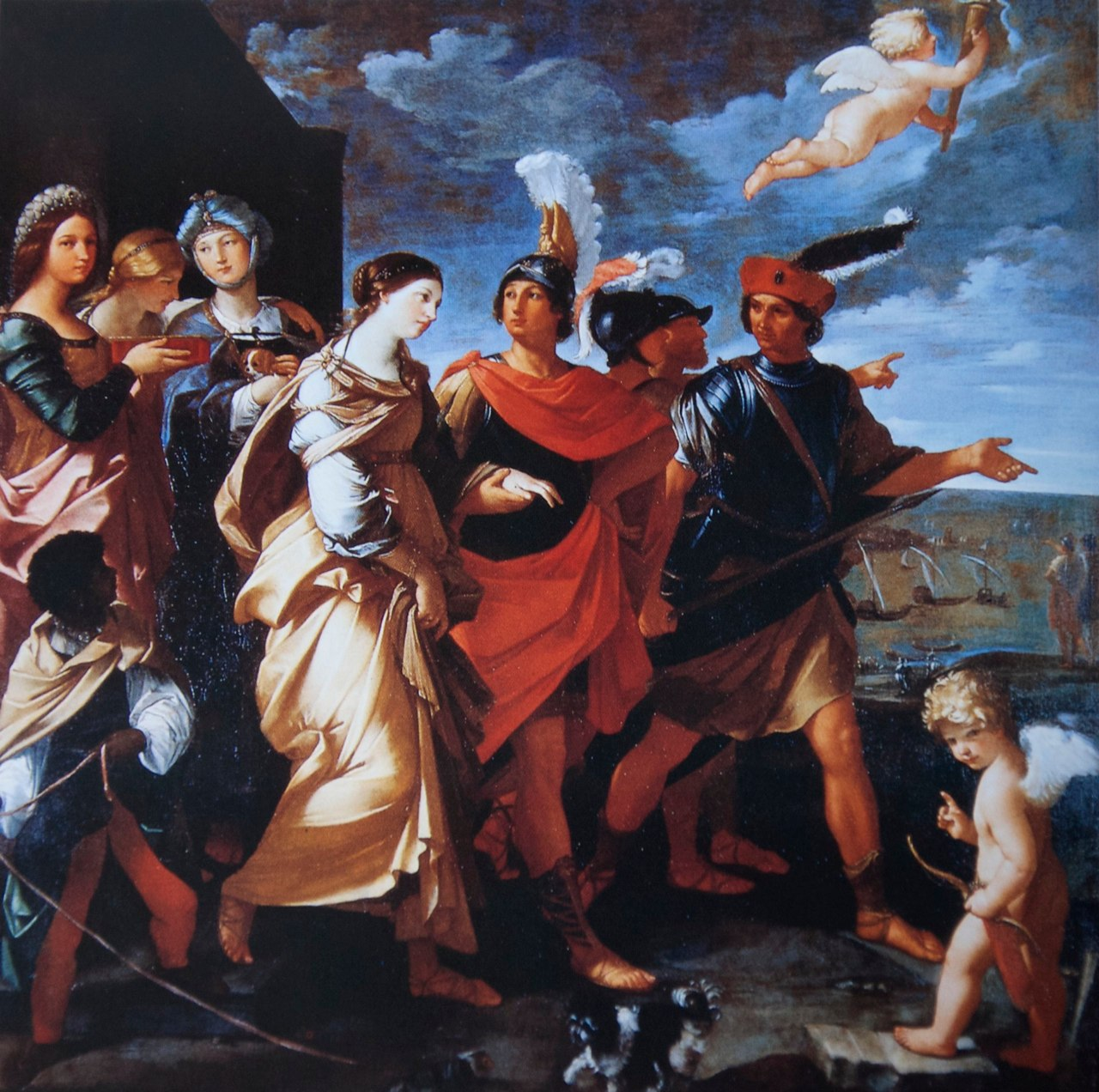
Giacinto Campana (copia da Guido Reni), Ratto di Elena, 1631 circa, Roma, Galleria Spada

Da alcuni autori il dipinto del Guercino è ritenuto un pendant del Ratto di Elena del Reni, al quale si riallaccerebbe anche sul piano allegorico. Il presunto significato allegorico del dipinto di Guido Reni sarebbe un monito al re di Spagna, recapitato da Urbano VIII, circa le possibili conseguenze nefaste dell'espansionismo iberico in territorio italiano occasionato dalla Guerra dei Trent'anni, alludendo sia alla Guerra di Valtellina che alla Guerra di successione di Mantova, conflitti locali propaggini della grande guerra intra-europea in corso in Germania e nei Paesi Bassi. In buona sostanza il senso recondito del quadro sarebbe che, così come la brama di Paride, rapitore di Elena, fu conseguenza della Guerra di Troia e quindi della distruzione della sua patria, gli stessi rischi avrebbero potuto essere prodotti dalle troppo ambiziose mire spagnole sull'Italia. Tuttavia il soggetto della composizione col quale andrebbe identificato Filippo IV non è Paride, ma piuttosto Enea, cioè la figura maschile alla testa del corteo che indica verso il mare. Gli Asburgo infatti si reputavano discendenti del mitico eroe troiano e, ad ulteriore riprova della identificabilità di questa figura con il re di Spagna, originario committente del dipinto, si è notato che il personaggio che sta indirizzando Paride ed Elena verso le navi alla fonda ha sul cappello una gemma nella quale è raffigurata una miniatura dell'Ercole Farnese. Si tratta di un'ulteriore allusione ai miti fondativi della Casa d'Asburgo la quale, oltre che di Enea, si riteneva altresì discendente di Ercole.
Una volta che il dipinto del Reni diviene di proprietà di Maria de' Medici - almeno virtualmente, posto che la regina questo quadro non lo vedrà mai - il cardinale Spada, indicando al Guercino, quale tema della seconda opera da inviare a Parigi, la morte di Didone, avrebbe completato l'allegoria anti-spagnola del primo dipinto, mettendo in guardia la stessa regina madre di Francia. Maria de' Medici infatti era stata (ed era ancora) fautrice di una politica di appeasement con Madrid e proprio questa linea di politica estera opposta a quella di suo figlio Luigi XIII e soprattutto a quella del di lui primo ministro, il cardinale Richelieu, era stata uno dei motivi principali della caduta in disgrazia di Maria, ormai confinata, di fatto prigioniera, a Compiègne e prossima al definitivo esilio. Il messaggio di Bernardino Spada, quindi della Santa Sede, per Maria era un invito a riflettere sull'errore di aver confidato nella lealtà di Filippo IV d'Asburgo, cioè l'Enea della tela di Reni: proprio come il tradimento del principe troiano ai danni di Didone portò alla disgrazia della regina di Cartagine, come mostra il Guercino, il tradimento della Spagna aveva determinato la rovina della regina di Francia.
Studi più recenti hanno riconsiderato la questione giungendo alla diversa conclusione che la coppia di dipinti abbia assunto la valenza di un'allegoria di Maria de' Medici in tempi successivi all'acquisto degli stessi da parte della regina (acquisto nel caso del Guercino nemmeno perfezionatosi). 
Bernardino Spada, infatti, oltre ad essere rimasto in possesso della tela del Barbieri, che per la fuga della sovrana da Compiègne non le fu mai inviata, aveva fatto realizzare una copia del Ratto di Elena da un allievo del Reni, Giacinto Campana, copia poi rifinita dallo stesso Reni personalmente (dipinto anch'esso ancora in Galleria Spada). I due quadri furono esposti insieme in una mostra tenutasi nel 1632 nella chiesa di Santa Maria di Costantinopoli a Roma, ove suscitarono notevole interesse.

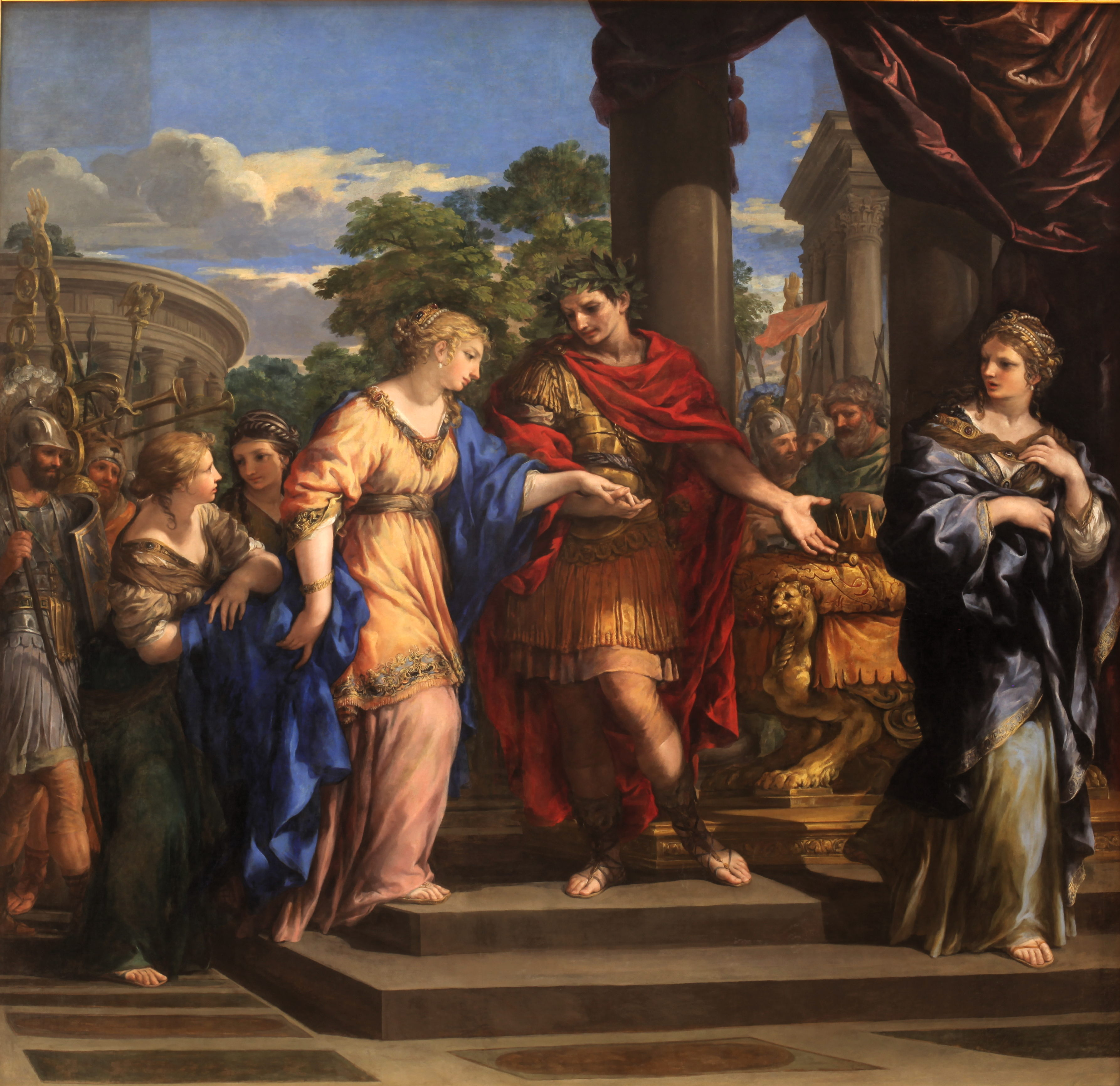
Pietro da Cortona, Cesare rimette Cleopatra sul trono, 1637-1643, Lione, Musée des beaux-arts

Secondo questa rilettura critica, l'idea che il Ratto di Elena (sia pure nella versione in copia del Campana) e la Morte di Didone fossero dei pendants il cui complessivo significato allegorico riguardasse le turbolente vicende politico-biografiche di Maria de' Medici, nacque piuttosto allora, concetto che poi si consolidò in seguito alla morte della stessa regina di origini italiane (1642).
In questa chiave la composizione del Reni, con Elena portata lontano dalla reggia di Sparta, avrebbe acquisito il senso di un'allusione all'esilio di Maria de' Medici, mentre il suicidio di Didone del Guercino sarebbe stato inteso come un riferimento alla definitiva caduta in disgrazia della regina madre e quindi (dopo il 1642) direttamente alla sua morte.
Riprova di questa successiva trasformazione (o piuttosto assunzione) di significato si ritiene sia fornita dal pendant prescelto per la versione originaria del ratto di Guido Reni. L'opera infatti una volta inviata in Francia e non ritirata da Maria de' Medici a causa delle sue crescenti difficoltà politiche, venne fatta propria dal marchese Louis Phélypeaux de La Vrillière. Questi collocò il dipinto nella sua galleria parigina (oggi non più esistente, ma al tempo una delle più rinomate d'Europa) e come pendant dell'opera commissionò un quadro a Pietro da Cortona raffigurante Cesare rimette Cleopatra sul trono.
Ferma la metafora dell'esilio nel frattempo acquisita dal Ratto di Elena, il dipinto del Berrettini, invece, nel raffigurare la risollevazione di una regina scacciata dal trono, Cleopatra, verosimilmente auspicava la riabilitazione - non in chiave polemica nei confronti del re e di Richelieu ma piuttosto quale augurio di concordia nazionale - di una figura, quella di Maria de' Medici, che, nel bene o nel male, era stata una protagonista della recente storia di Francia.

## Descrizione e stile

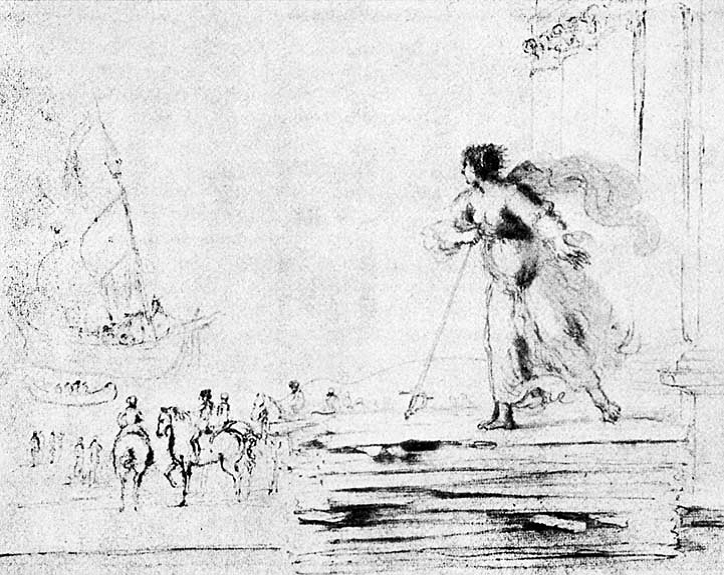
Guercino, Studio per la morte di Didone, 1630 circa, Londra, Collezione Mahon

Si tratti o meno di un voluto pendant del Ratto di Elena di Guido Reni, sembra certo che per la composizione della morte di Didone, il Guercino si sia misurato con il dipinto del maestro bolognese. Si ritiene che depongano in questo senso due disegni del centese. Nel primo, facente parte della collezione di Denis Mahon, si vede una prima idea del Barbieri molto diversa da quella poi adottata per la versione finale. In questo primo studio Didone è sola sulla scena, ritta sulla pira mentre sta per trafiggersi con la spada di Enea. Sullo sfondo i Troiani stanno per imbarcarsi, lasciando Cartagine e abbandonando la regina.
Si ipotizza che quando il Guercino abbia saputo della connessione di questo suo dipinto con l'opera del Reni abbia radicalmente modificato la composizione per avvicinarla al Ratto di Elena, quadro che lo stesso Guercino ha attentamente studiato come si pensa dimostri uno studio del centese tratto della tela oggi al Louvre (questo secondo disegno è custodito nella Staatliche Graphische Sammlung di Monaco di Baviera). Adeguandosi al modello reniano, Guercino sostituisce alla sua prima idea una composizione con molte figure in primo piano, distribuite orizzontalmente. Anche la disposizione dello sfondo marino sulla destra e il dettaglio del putto in alto che si allontana dalla scena richiamano la composizione del Reni. 

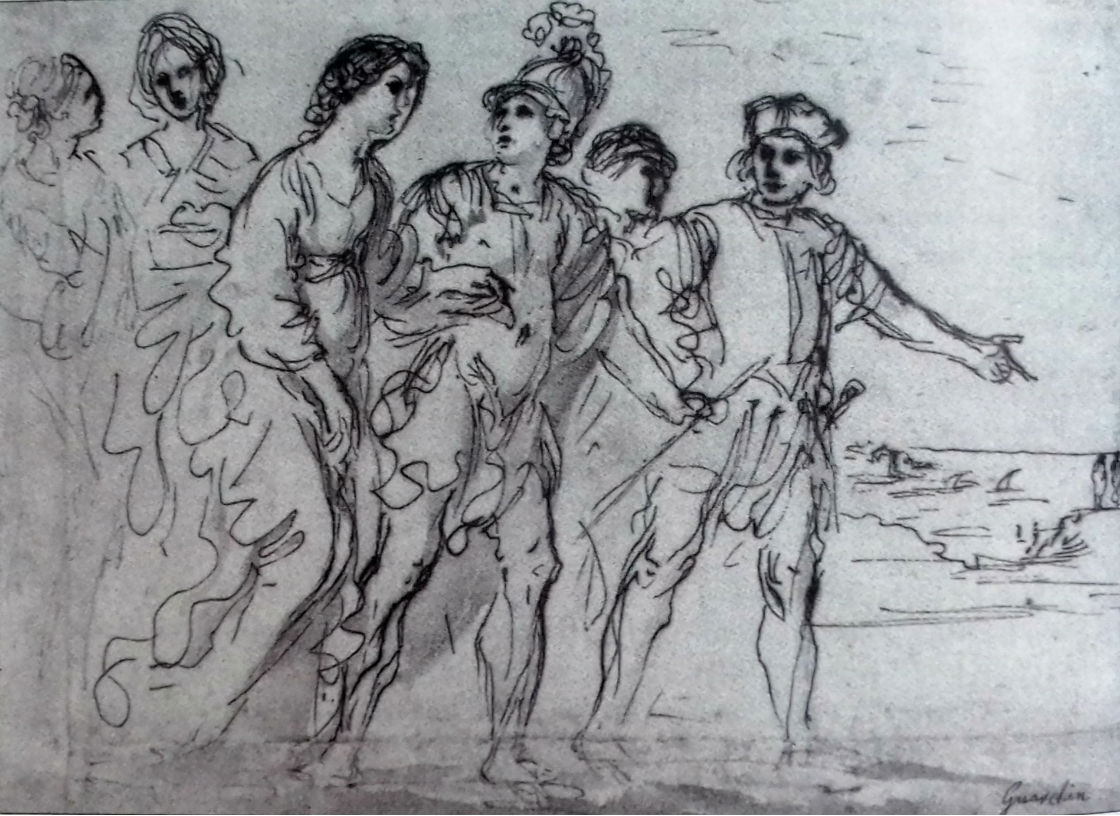
Guercino, Studio dal ratto di Elena di Guido Reni, 1630 circa, Monaco, Staatliche Graphische Sammlung

Cionondimeno, si è osservato che tangenze ancor più decise di quelle con il Ratto di Elena sembrano riscontrarsi con uno studio di Annibale Carracci, relativo ad un martirio di santo Stefano. Disposizione e pose degli astanti della morte di Didone del Guercino appaiono in effetti avvicinabili a questo prototipo.
Il momento della tragedia prescelto dal Guercino, seguendo il testo virgiliano (Eneide, Libro IV), è quello in cui la sorella di Didone, Anna, la figura a destra della regina in veste rossa e manto blu, fa ritorno dopo aver portato ad Enea, su incarico della stessa Didone, un'ultima, inutile, preghiera affinché egli rinunci alla partenza. 
Quando Anna - che ignorava le intenzioni suicide di Didone - torna da sua sorella il dramma si è consumato: la regina ha già trafitto il suo corpo con la spada donatele da Enea - se ne vede l'elsa tra i seni e la lunga lama fuoriuscirle dalla schiena - e giace morente sulla pira. Anna accorre disperata e si china su Didone pronunciando parole di dolore e sgomento per l’accaduto.

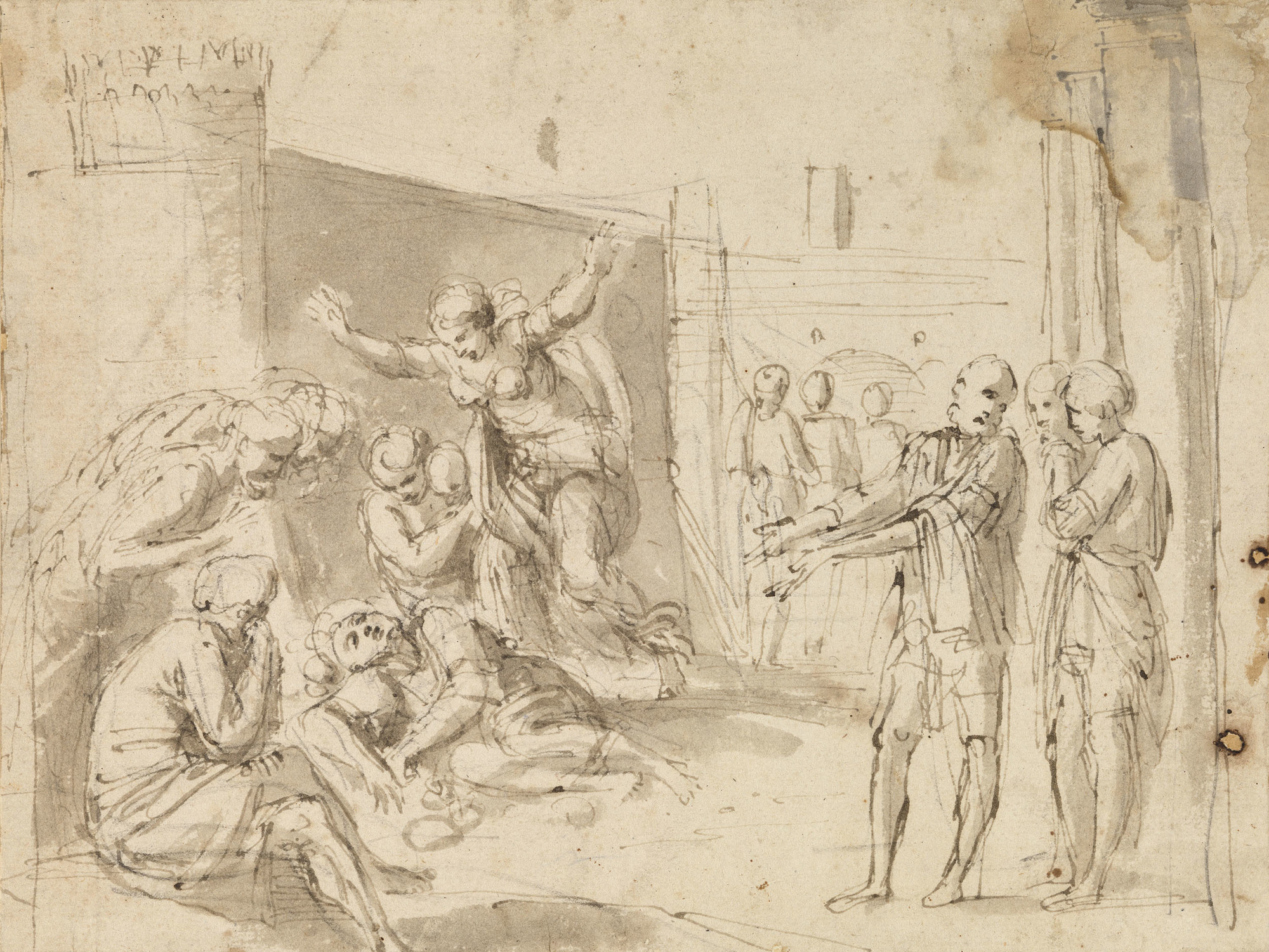
Il disegno di Annibale Carracci

Bellissimo è il dialogo di sguardi tra le due sorelle, intorno alle quali si raccolgono due gruppi di astanti, a destra e a sinistra dell'episodio centrale, ancelle e soldati della corte di Cartagine, che assistono attoniti o piangenti alla morte della regina. In alto (sulla destra) Cupido vola via a simboleggiare la fine del tragico amore di Didone per Enea. Le ali dell'amorino sono nere, altro simbolo dell'epilogo funesto della passione tra la regina cartaginese e il principe teucro. 
Il notevole sfondo marino, con le navi troiane pronte a salpare, la bellezza dei vestiti dei personaggi in scena, massimamente quello di Didone, e l'efficace resa materica del legname della pira completano questa riuscitissima prova del Barbieri. 
La coralità della composizione, il drammatico dialogo tra Didone ed Anna, il pathos complessivo della rappresentazione hanno fatto pensare che il Guercino abbia voluto alludere ad una messa in scena teatrale della tragica storia della regina suicida per amore. In effetti sembra disvelare questo ulteriore sottotesto dell'opera il personaggio maschile all'estremità destra che guarda verso l'osservatore invitandolo, con vistoso gesto della mano, a concentrarsi sull'evento principale in atto. Quest'uomo, chiaramente disinteressato al dramma, sembra svolgere la funzione propria del festaiuolo del teatro rinascimentale, cioè un personaggio che stava sulla scena senza essere coinvolto nella rappresentazione in corso facendo da trait d'union tra attori e pubblico.